# フレデリック・A・ガワー
フレデリック・A・ガワー (Frederic A. Gower) は、アメリカ合衆国の電気技術者であり、発明家。
1879年にガワーが考案した電話機の送話装置は、「ガワーベル電話機」（1887年（明治20年）に日本に最初に輸入された電話機）の送話器に採用された。